# Động đất Tabriz 2012
Động đất Tabriz 2012 làai trận động đất mạnh lần lượt có cường độ là 6,2 đ và 6,0 độ Richter đã làm rung chuyển khu vực gần thành phố Tabriz ở miền tây bắc Iran vào ngày 11 tháng 8 năm 2012. Theo Trung tâm địa chấn học thuộc đại học Tehran, trận động đất xảy ra lúc 16 giờ 43 phút giờ Iran, với chấn tâm nằm cách Tabriz 60 km, chấn tiêu nằm ở độ sâu 10m. Cục Khảo sát Địa chất Hoa Kỳ (USGS) cũng xác nhận về trận động đất nằm ở gần thành phố Tabriz.
Tuy nhiên, số liệu mà USGS đưa ra hơi khác so với số liệu mà phía Iran đưa ra khi cho rằng cường độ dư chấn sau trận động đất đầu tiên có thể còn lớn hơn 6,3 độ Richter.
Hai trận động đất này đã khiến hơn 250 người thiệt mạng và 2.000 người khác bị thương sau hai trận động đất ở Tabriz, miền tây Iran.
Trận động đất cũng được cảm thấy ở Armenia và Azerbaijan, mặc dù không có báo cáo hư hại lớn.

## Địa chất
Iran nằm trong khu vực phức tạp của va chạm lục địa giữa các mảng Ả Rập và mảng Á-Âu, kéo dài từ vành đai Bitlis-Zagros ở phía nam dãy núi Kavkaz, Absheron-Balkan Sill và các núi Kopet Dag ở phía bắc.. Va chạm giữa những mảng này làm biến dạng diện tích ~ 3.000.000 km² lớp vỏ lục địa. Đây là một trong những vùng biến dạng hội tụ lớn nhất trên Trái Đất. Ở tây bắc Iran, mảng Ả Rập đang di chuyển về phía bắc khoảng 20 mm mỗi năm so với mảng Á-Âu, hơi xiên vào khu vực ranh giới mảng. Biến dạng ở khu vực gần Tabriz bị chi phối bởi phay Bắc Tabriz, đứt gãy trượt bằng theo hướng bắc tây bắc-đông đông nam, đã gây ra 7 trận động đất lịch sử của cường độ lớn hơn 6 kể từ năm 858. Các phay hoạt động khác gồm có một phay theo hướng tây-đông giữa các thành phố Ahar và Heris.
Các trận động đất 6,4 và 6,3 bên trong mảng xảy ra như là một kết quả của đứt gãy thuận-bằng trái trong lớp vỏ cách ranh giới mảng Á Âu-Ả Rập 300 km về phía đông.